# ’Auhelawa jezik
’Auhelawa jezik (ISO 639-3: kud), austronezijski jezik uže skupine papuan tip, kojim govori 1 200 ljudi (1998 SIL), svega 30% monolingualnih, na otoku Normanby u Papui Novoj Gvineji, provincija Milne Bay.
Leksički je najbiliži jeziku duau [dva] (52%). S još šest jezika čini podskupinu Suau. Neki se služe i dobuanskim [dob]. Pismo:latinica.

## Vanjske poveznice
- Ethnologue (14th)
- Ethnologue (15th)